# Emplectonema mitsuii
Emplectonema mitsuii är en djurart som tillhör fylumet slemmaskar, och som beskrevs av Yuichi Yamaoka 1947. Emplectonema mitsuii ingår i släktet Emplectonema och familjen Emplectonematidae. Inga underarter finns listade i Catalogue of Life.